# Vincent Büchner
Vincent Büchner (* 30. Mai 1998 in Hildesheim) ist ein deutscher Handballspieler. Der Rechtshänder spielt auf der linken Außenposition. Er ist 1,80 m groß und wiegt 80 kg. Sein aktueller Verein ist der ThSV Eisenach.

## Karriere
Vincent Büchner spielte von den Minis bis zur C-Jugend beim Hildesheimer Stadtteilclub TuS Grün-Weiß Himmelsthür. Danach durchlief er alle Jugendmannschaften der TSV Hannover-Burgdorf und kam in diesem Bereich u. a. auf acht Länderspiele.
Ab der Saison 2015/16 spielte Büchner auch für die zweite Männer-Mannschaft in der 3. Liga (Handball).
In der Saison 2017/18 debütierte er im Alter von 19 Jahren unter Trainer Antonio Carlos Ortega in der Handball-Bundesliga. In der Folgesaison warf er dort seine ersten Tore und kam auch im EHF Europa Pokal zum Einsatz, in dem er insgesamt 8 Treffer erzielte.
Zur Saison 2019/20 unterschrieb Büchner seinen ersten Profivertrag. Dieser lief bis zum 30. Juni 2021. Im April 2021 wurde sein Vertrag bis zum 30. Juni 2023 verlängert.
Seine meisten Treffer in einem Bundesliga-Spiel erzielte Vincent Büchner in der Partie am 4. September 2019 gegen die HBW Balingen-Weilstetten mit 5 Toren (Wurfquote: 83,33 %).
Büchner wechselte im Sommer 2025 zum ThSV Eisenach.

## Saisonbilanzen
| Saison    | Verein                | Spielklasse | Spiele | Tore | Feldtore | 7-Meter |
| --------- | --------------------- | ----------- | ------ | ---- | -------- | ------- |
| 2017/18   | TSV Hannover-Burgdorf | Bundesliga  | 12     | 0    | 0        | 0       |
| 2018/19   | TSV Hannover-Burgdorf | Bundesliga  | 14     | 11   | 10       | 1       |
| 2019/20   | TSV Hannover-Burgdorf | Bundesliga  | 26     | 33   | 33       | 0       |
| 2020/21   | TSV Hannover-Burgdorf | Bundesliga  | 33     | 87   | 87       | 0       |
| 2021/22   | TSV Hannover-Burgdorf | Bundesliga  | 33     | 68   | 68       | 0       |
| 2022/23   | TSV Hannover-Burgdorf | Bundesliga  | 28     | 58   | 58       | 0       |
| 2023/24   | TSV Hannover-Burgdorf | Bundesliga  | 34     | 98   | 98       | 0       |
| 2024/25   | TSV Hannover-Burgdorf | Bundesliga  | 32     | 79   | 79       | 0       |
| 2017–2025 | gesamt                | Bundesliga  | 212    | 434  | 433      | 1       |

## Erfolge
- Verein
  - Einzug ins Final Four im DHB-Pokal 2018/19
  - Einzug ins Viertelfinale im EHF-Pokal 2018/19

- Sonstiges
  - 2015: Sieger des Länderpokals mit dem HVN-Jahrgang '98[8]
  - 2017: Erreichen des Halbfinals zur Deutschen Meisterschaft der A-Jugend[9]